# Oediceros moigni
Oediceros moigni is een vlokreeftensoort uit de familie van de Oedicerotidae. De wetenschappelijke naam van de soort is voor het eerst geldig gepubliceerd in 1968 door Lagardere.